# Giacomo Lomellino D'Aragona
Marchese Giacomo Carlo Lomellino D’Aragona (Viterbo, 17 aprile 1820 – Stazzano, 13 ottobre 1876) è stato un patriota italiano.

## Biografia
Giacomo Carlo Lomellino D’Aragona era figlio di Anna Maria Piccolomini Lomellino e di Alfonso di Carlo d’Aragona di Venafro e fratello dei patrioti Odoardo e Carlo e della marchesa Maddalena.
Assieme al fratello minore Odoardo, fece parte fin da giovanissimo dei comitati segreti sorti per la liberazione tanto che i loro nomi ricorrono spesso nelle carte della gendarmeria pontificia, come si evince da un rapporto mattutino di polizia del 15 agosto 1860: 
Nel 1860 i due fratelli furono esiliati dallo Stato Pontificio per le loro idee politiche filo-garibaldine.
Nel 1848 si affiliò al Circolo Popolare di Viterbo, un'associazione politico-filosofica ritenuta sovversiva dall'autorità pontificia. Durante i disordini del 1849 nella città di Orte partecipò assieme al fratello Odoardo, al Preside di Viterbo e ad altri rivoluzionari all'arresto del padre gesuita Giampietro Secchi mettendo in fuga un altro prelato, Stefano Scerra arcivescovo di Oropo.
Condivise gli ideali del cognato Francesco Carnevalini, che rivestì un ruolo importante nella storia risorgimentale di Viterbo e fu, tra le altre cose, uno dei capi del Comitato insurrezionale viterbese.
Giacomo fu colonnello della Repubblica Romana e comandante della Guardia Civica incorporata alla legione Masi. «In tempo della repubblica trovavasi Lomellino in Roma colonnello di due battaglioni di volontari a combattere con Mazzini pel proprio ventricolo», scrive Luigi Bado che lo definisce un "mazziniano arrabbiato". Dopo aver comandato nel 1849 la Legione Romana in difesa della Repubblica, minacciato di condanna a morte fuggì a Voltri. In quest'ultima località tenne la carica di sindaco per diversi anni e meritò la medaglia d'oro al valor civile per aver salvato la vita ad alcuni naufraghi francesi.
Al tempo Giacomo era considerato tra i più facoltosi cittadini in virtù delle ricchezze accumulate attraverso cospicue eredità e in seguito al matrimonio con la marchesa Caterina Gavotti di Genova, in seguito morta suicida, da cui ebbe due figlie, Anna e Giovanna. Caterina era figlia di Gerolamo Gavotti, che fu sindaco di Genova.
Nel 1870 rientrò a Viterbo. Fu iscritto tra i confratelli del Gonfalone negli anni 1861 e 1868. Per i suoi meriti venne nominato Regio Delegato Straordinario e sindaco di Viterbo dal 22 ottobre 1872. Sotto la sua amministrazione, il 5 novembre 1872 si decretò l’apertura del Liceo Ginnasio a Viterbo.
Nel 1874 fece approvare dal Consiglio Comunale la soppressione di ogni sussidio alla locale Accademia degli Ardenti, condannandola così al forzato scioglimento. 
Sotto il suo mandato furono eseguiti lavori di sistemazione generali del giardino principale della città (Prato Giardino), redatto dal giardiniere Nutini, direttore dei Giardini Pubblici di Firenze.
Ma l'amministrazione da lui presieduta non trovò soddisfacenti consensi al punto che nelle elezioni parziali successive gli eletti rifiutarono l'incarico per non essere coinvolti nelle responsabilità, giungendo così allo scioglimento del Consiglio con Regio decreto del 10 novembre 1875. 
In occasione della venuta in città di Giuseppe Garibaldi (dal 6 all'8 maggio 1876) egli venne invitato, con un cordiale telegramma, dal marchese Giacomo Lomellini d'Aragona, che tanta parte aveva avuto nelle vicende di Viterbo all'indomani dell'unione della città all'Italia, e che lo volle ospite in casa sua.
Lettera del 29 aprile 1876 di Garibaldi da Roma alla società dei Reduci di Viterbo: 
Tornato a Genova, ormai sua abituale città di residenza, il 13 ottobre 1876 venne colto da morte improvvisa nella dipendenza estiva di Castelletto di Stazzano. Le proprietà che Giacomo possedeva a Genova, Voltri, Serravalle passarono per volontà testamentarie alle figlie minorenni Anna e Giovanna, mentre i possedimenti viterbesi e il titolo passarono alla sorella Maddalena.
A Viterbo una via porta il suo nome.